# Samuel Beatty (Mathematiker)
Samuel Beatty (* 1881 nahe Owen Sound, Ontario; † 1970 in Toronto) war ein kanadischer Mathematiker. Von 1934 bis 1952 leitete er das Department of Mathematics der University of Toronto, 1953 wurde er zum 21. Kanzler der Universität gewählt.

## Karriere
Beatty promovierte 1915 in Toronto; seine Dissertation trug den Titel Extensions of Results Concerning the Derivatives of an Algebraic Function of a Complex Variable (dt. etwa Weitere Ergebnisse über Ableitungen algebraischer Funktionen in einer komplexen Variable) und wurde von John Charles Fields betreut. Er war damit die erste Person, die an einer kanadischen Universität einen Doktortitel erreichte.
1925 wählte ihn die Royal Society of Canada zum Mitglied; im selben Jahr promovierte eine seiner eigenen Studentinnen, Cecelia Krieger.
1926 veröffentlichte er in der Fachzeitschrift American Mathematical Monthly eine Aufgabe, die zur Untersuchung der nach ihm benannten Beatty-Folgen führte.
Im Jahr 1934 wurde Beatty dann Dekan der mathematischen Fakultät. Hier berief er unter anderem 1935 Richard Brauer, der von Emmy Noether empfohlen worden war, und 1936 Harold Scott MacDonald Coxeter als Assistenzprofessoren ein.
Dem späteren Chemie-Nobelpreis-Träger Walter Kohn, der als Jude 1938 aufgrund der Besetzung Österreichs durch die Nazis nach Amerika geflohen war, wurde das Studium in Toronto wegen seiner deutschsprachigen Herkunft zunächst untersagt. Als Dekan ermöglichte Beatty es ihm schließlich dennoch und Kohn schloss sowohl einen Bachelor in Mathematik und Physik (1945) als auch einen Master in Ersterem (1946) ab.
Von 1953 bis 1959 war Beatty dann Kanzler der University of Toronto.

## Canadian Mathematical Society
Beatty war Gründungsmitglied des Canadian Mathematical Congress und bis 1949 auch der erste Präsident der Vereinigung. 1978, acht Jahre nach Beattys Tod, wurde der Congress in die heutige Canadian Mathematical Society umgeformt.